# Pinnacle of Bedlam
Pinnacle of Bedlam è il settimo album in studio del gruppo musicale death metal statunitense Suffocation, pubblicato nel 2013.

## Tracce
1. Cycles of Suffering – 3:56
2. Purgatorial Punishment – 2:44
3. Eminent Wrath – 3:40
4. As Grace Descends – 3:04
5. Sullen Days – 4:57
6. Pinnacle of Bedlam – 3:42
7. My Demise – 4:03
8. Inversion – 3:50
9. Rapture of Revocation – 3:49
10. Beginning of Sorrow – 4:32

## Formazione
- Frank Mullen - voce
- Terrance Hobbs - chitarre
- Guy Marchais - chitarra
- Derek Boyer - basso
- Dave Culross - batteria
- Mike Smith - batteria (traccia 10)